# Ділан Бош
Ділан Бош (англ. Dylan Bosch, 17 липня 1993) — південноафриканський плавець. Учасник літніх Олімпійських ігор 2016, де в естафеті 4x200 метрів вільним стилем його збірна посіла 11-те місце й не потрапила до фіналу.